# Chuck (썸 41의 음반)
| 총 점수              | 총 점수 |
| 출처                 | 점수    |
| -------------------- | ------- |
| 메타크리틱           | 64/100  |
| 평가 점수            |         |
| 출처                 | 점수    |
| AllMusic             | [ 2 ]   |
| E! Online            | B+      |
| Entertainment Weekly | B+      |
| The Guardian         | [ 5 ]   |
| IGN                  | 6.8/10  |
| Robert Christgau     | [ 7 ]   |
| Rolling Stone        | [ 8 ]   |

《Chuck》은 캐나다의 록 밴드 썸 41의 세 번째 스튜디오 음반이다. 이 음반은 2004년 10월 12일에 발매되었다. 리드 기타리스트인 데이브 바크시가 2006년 5월 11일 썸 41을 떠나 자신의 밴드 브라운 브리게이드와의 경력을 추구하다가 2015년 복귀하면서 본격적인 클래식 라인업을 선보이는 마지막 음반이다. 《Chuck》은 캐나다 음반 차트에서 2위, 미국 빌보드 200에서 10위를 차지하며 2007년 《Underclass Hero》에 의해 추월될 때까지 밴드의 가장 높은 차트를 기록한 음반이 되었다.
이 음반의 제목은 썸 41이 전쟁 고아 재단의 다큐멘터리를 촬영하던 콩고 민주 공화국에 있던 척 펠레티에라는 유엔 평화 유지자의 이름을 따서 지어졌다. 제작 중에 싸움이 일어났고 척은 전투 중에 밴드가 호텔을 대피하는 것을 도왔다. 척은 또한 그 당시 같은 호텔에 머물고 있었다.
이 음반의 서정적인 내용은 밴드의 이전 작품보다 더 어둡고 더 성숙하다고 묘사되어 왔다. 그것은 또한 그들의 펑크 록의 영향력에 헤비 메탈과 어덜트 얼터너티브가 섞이면서 약간 다른 소리를 냈다. 이 음반은 비평가들과 팬들로부터 갈채를 받고 500만 장 이상 팔리면서 성공적이었다. 〈We're All To Blame〉과 〈Pieces〉와 같은 싱글은 캐나다와 미국 차트에서 성공을 거두었고, 이 음반은 2005년 "올해의 록 앨범"으로 주노상을 수상했다.

## 상업적 성과
《Chuck》은 전 세계적으로 5만장 이상이 팔린 상업적인 성공을 거두었다. 이 음반은 2005년 올해의 베스트 록 음반으로 주노상을 수상했다. 이 음반은 일본에서 골드, 캐나다에서는 더블 플래티넘, 미국에서는 골드로 인증되었다.

## 곡 목록
작곡은 모두 특별한 언급이 없는 한 데릭 위블리와 그레그 노리가 맡았고, 작사는 모두 위블리가 맡았다.
| #   | 제목                        | 작곡                                             | 재생 시간 |
| --- | --------------------------- | ------------------------------------------------ | --------- |
| 1.  | 〈Intro (기악)〉            | 위블리                                           | 0:46      |
| 2.  | 〈No Reason〉               |                                                  | 3:05      |
| 3.  | 〈We're All to Blame〉      | 위블리, 노리, 스티브 조크즈, 벤자민 피터 워든 쿡 | 3:39      |
| 4.  | 〈Angels with Dirty Faces〉 |                                                  | 2:23      |
| 5.  | 〈Some Say〉                |                                                  | 3:26      |
| 6.  | 〈The Bitter End〉          | 위블리                                           | 2:52      |
| 7.  | 〈Open Your Eyes〉          |                                                  | 2:45      |
| 8.  | 〈Slipping Away〉           |                                                  | 2:30      |
| 9.  | 〈I'm Not the One〉         |                                                  | 3:35      |
| 10. | 〈Welcome to Hell〉         | 위블리                                           | 1:57      |
| 11. | 〈Pieces〉                  |                                                  | 3:02      |
| 12. | 〈There's No Solution〉     |                                                  | 3:18      |
| 13. | 〈88〉                      |                                                  | 4:39      |

## 인증
| 국가                       | 인증        | 판매량/출하량 |
| -------------------------- | ----------- | ------------- |
| 캐나다 (뮤직 캐나다)       | 2× 플래티넘 | 200,000^      |
| 일본 (RIAJ)                | 골드        | 100,000^      |
| 미국 (RIAA)                | 골드        | 500,000^      |
| ^출하량을 기반으로 한 인증 |             |               |